# Гальба, Теофил
Теофил Га́льба (словац. Teofil Galba; 17 ноября 1911, Бинёвцы — 13 декабря 1978, Банска-Бистрица) — словацкий преподаватель, деятель партизанского движения Второй мировой войны, участник Словацкого национального восстания.

## Биография
Родители: Имрих Гальба и Розалия Гальбова (Понцова).
До 1934 года учился в педагогическом училище в Спишке-Нове-Вес. В 1939 году призван в армию Первой Словацкой республики. Участник антифашистской ячейки в армии, участвовал в Словацком национальном восстании, командовал пехотным батальоном при 5-й тактической группе «Муран». После войны продолжил службу в армии, вышел в отставку в 1950 году как подполковник запаса. Работал до 1975 года в организации гражданского строительства в Банске-Бистрице.
Кавалер Ордена Словацкого национального восстания I степени (1945), Чехословацкого военного креста 1939 года (1945), медали «За храбрость перед врагом» (1946), медали «За заслуги» I степени (1946), советской медали «За победу над Германией в Великой Отечественной войне 1941—1945» (1947).